# 浅見晶穂
浅見 晶穂（あさみ あきほ、1991年10月30日 - ）は、日本のモデルであり埼玉県出身のレースクイーン。所属事務所はoffice ai所属。
愛称は「あっちゃん・あっき〜」。

## 人物
- 資格として、普通自動車免許を持っている。
- 趣味はDVD鑑賞・スポーツ観戦。
- 特技は水泳・ボウリング。
- 好きな色はオレンジ。
- スーパー耐久ホンダカーズ東京で3人組のレースクイーンユニット｢Aile Girls」のリーダーとして活躍中。他のメンバーは大浦麻美・荒井嘉奈。

## 出演

### レースクイーン
- スーパー耐久ホンダカーズ東京with G/MOTION（2011年）

### 雑誌
- 遊とぴあ2月号表紙

### ＷＥＢ
- DearDrive

### 受賞歴
- ミス湘南フォトジェニック賞